# Dziennik mordercy
Dziennik mordercy – amerykański kryminał z 1996 roku na podstawie powieści Thomasa E. Gaddisa i Jamesa Longa.

## Główne role
- James Woods – Carl Panzram
- Robert Sean Leonard – Henry Lesser
- Ellen Greene – Elizabeth Wyatt
- Cara Buono – Esther Lesser
- Robert John Burke – R.G. Greiser
- Richard Riehle – Warden Quince